# Alex Benno
Alex Benno (ur. 2 listopada 1873 roku w Oberhausen, zm. 2 kwietnia 1952 w Haarlem) – holenderski aktor, reżyser i scenarzysta filmowy.

## Filmografia

### aktor
- 1913: Krates
- 1913: De Levende lader
- 1914: Weergevonden
- 1917: Madame Pinkette & Co
- 1920: 180667 John Heriot's Wife

### reżyser
- 1924: Mooi Juultje van Volendam
- 1924: Kee en Janus naar Parijs
- 1934: Srebrne kolczyki (Op hoop van zegen)
- 1934: Bleeke Bet

### scenarzysta
- 1924: Kee en Janus naar Parijs
- 1934: De jantjes
- 1934: Srebrne kolczyki (Op hoop van zegen)
- 1934: Bleeke Bet